# Crypthelia peircei
Crypthelia peircei är en nässeldjursart som beskrevs av Pourtalès 1867. Crypthelia peircei ingår i släktet Crypthelia och familjen Stylasteridae. Inga underarter finns listade i Catalogue of Life.